# Большая игра (мини-сериал)
«Большая игра» (англ. State of Play; другие названия — «Игры власти», «Состояние дел») — британский драматический мини-сериал 2003 года режиссёра Дэвида Йейтса по сценарию Пола Эбботта. В 2009-м вышел одноимённый полнометражный ремейк.
Журналисты одной из лондонских газет расследуют убийство помощницы молодого британского политика.

## В ролях
- Джон Симм — Кэл Маккефри, журналист
- Дэвид Моррисси — Стивен Коллинз, член парламента
- Келли Макдональд — Делла Смит, журналист
- Билл Найи — Кэмерон Фостер, редактор газеты
- Джеймс Макэвой — Дэн Фостер, журналист
- Полли Уокер — Энн Коллинз, жена Стивена
- Филип Гленистер — старший инспектор Уильям Белл
- Марк Уоррен — Доминик Фой
- Джеймс Лоуренсон — Джордж Фергюс, министр энергетики
- Бенедикт Вонг — Пит Чен, журналист
- Амелия Баллмор — Хелен Прегер, журналист
- Дебора Финдли — Грир Торнтон, секретарь Коллинза
- Том Бёрк — Сид, стажёр в газете
- Рори Макканн — инспектор Стюарт Браун
- Майкл Фист — Эндрю Уилсон
- Шон Гилдер — сержант Чьюэски
- Ребекка Стэйтон — Лиз, сотрудница газеты
- Кристофер Симпсон — Адам Грин, юрист газеты
- Йохан Майерс — Санни Стэгг
- Стюарт Гудвин — Роберт Бингхэм, убийца
- Шона Макдональд — Соня Бэйкер

## Награды и номинации

### Награды
Королевское телевизионное общество (Великобритания):
- 2003 — Лучший драматический мини-сериал
- 2003 — Лучший сценарист (Пол Эбботт)[2]
- 2003 — Лучшая операторская работа — драма (Крис Сигер)[3]

BAFTA TV Award:
- 2004 — Лучшая мужская роль (Билл Найи)
- 2004 — Лучший монтаж (Марк Дэй)
- 2004 — Лучший звук (Саймон Оукин, Стюарт Хилликер, Джейми Макфи, Пэт Боксшелл)

Гильдия режиссёров Великобритании:
- 2004 — Выдающееся достижение в области телережиссуры (Дэвид Йейтс)

Телевизионный фестиваль в Монте-Карло:
- 2004 — Лучший сценарий мини-сериала (Пол Эбботт)

Премия Эдгара Аллана По:
- 2005 — Лучший телефильм или мини-сериал (Пол Эбботт)

### Номинации
Королевское телевизионное общество (Великобритания):
- 2003 — Лучшая мужская роль (Билл Найи)[2]
- 2003 — Лучший монтаж — драма (Марк Дэй)
- 2003 — Лучший звук — драма (Саймон Оукин, Стюарт Хилликер, Джейми Макфи, Пэт Боксшелл)
- 2003 — Лучший производственный дизайн — драма (Донал Вудс)[3]

BAFTA TV Award:
- 2004 — Лучший драматический сериал (Дэвид Йейтс, Хилари Беван Джонс, Пол Эбботт)
- 2004 — Лучшая мужская роль (Дэвид Моррисси)
- 2004 — Лучшая оригинальная музыка (Николас Хупер)
- 2004 — Лучшая работа с камерой и светом (Крис Сигер)

Телевизионный фестиваль в Монте-Карло:
- 2004 — Лучший мини-сериал